# Claude Kelly

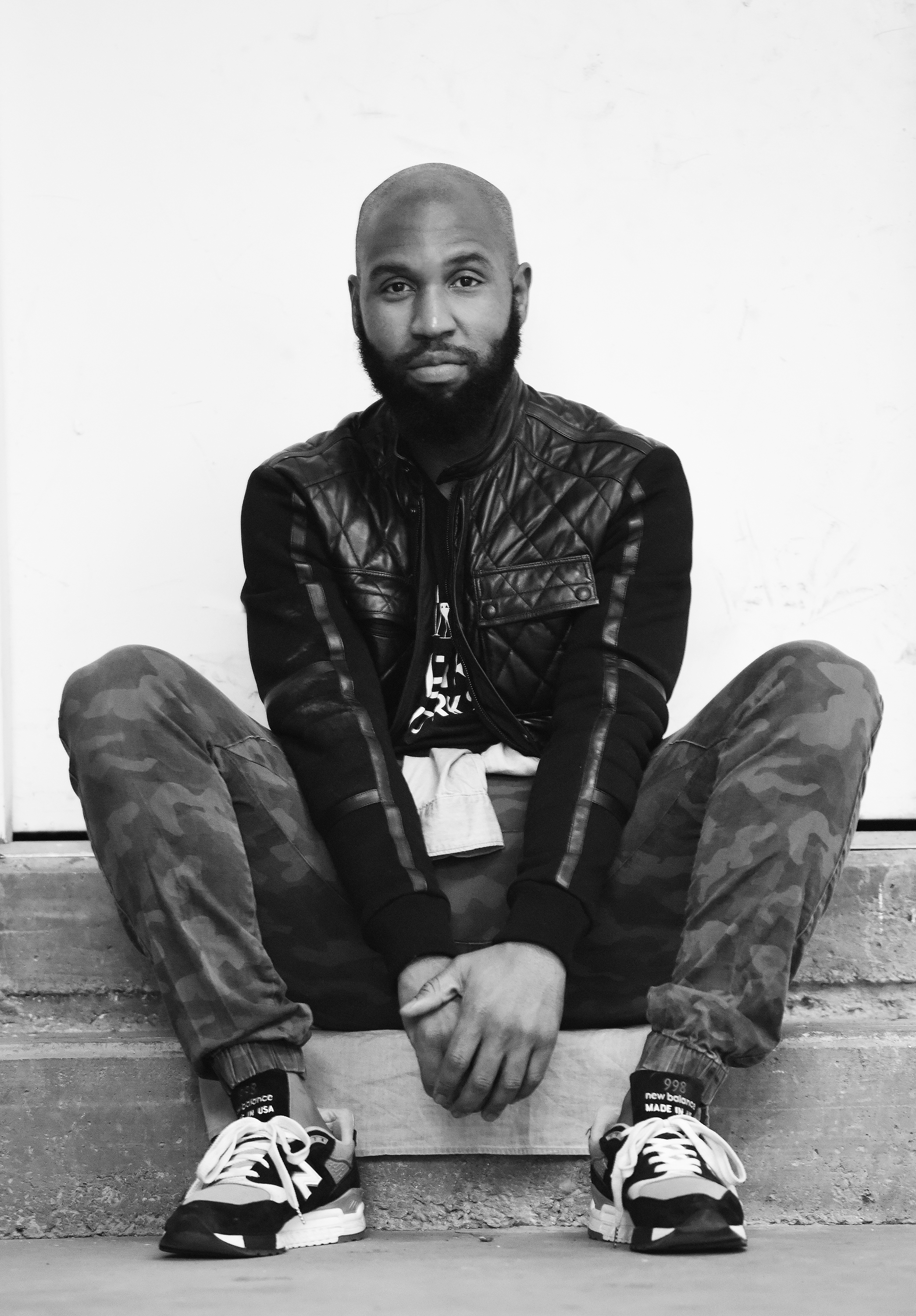
Claude Kelly

Claude Kelly é um cantor e compositor americano. Conhecido por compor para cantores como Britney Spears, Akon, Jason Derulo, Christina Aguilera, Toni Braxton, Whitney Houston, Jordin Sparks, Kelly Clarkson, Jay Sean, Adam Lambert, Jessie J, Bruno Mars e Charice.
Ele começou a tocar piano aos dois anos de idade e no ensino médio dominou a flauta. Após o colegial, Kelly frequentou a prestigiada Berklee College of Music, e após a graduação em 2002 retornou para Manhattan. Através de redes e de boca em boca, Kelly reuniu o máximo de muitos produtores que podia, e até 2002 tinha escrito uma canção que acabou em uma compilação da linha de roupas japonesa A Bathing Ape. "Foi um golpe de sorte", disse ele. "Isso impulsionou a minha confiança."
Kelly teve sua grande chance quando escreveu a canção "Daddy's Little Girl" para o álbum de Frankie J, de 2006, Priceless. Embora não tenha ido bem nas paradas musicais, ele disse, observar sua música ir para um álbum, ser mixada e um vídeo ser gravado para ela foi a confirmação de que ele precisava para prosseguir. O trabalho de Kelly impressionou o cantor Akon, que no final de 2007, sugeriu que Kelly escrevesse algumas de suas músicas, uma das quais era "Forgive Me", escrita para o álbum de estréia de Leona Lewis e produzida por Akon. Outra canção que ele escreveu foi "Hold My Hand", que entraria no terceiro álbum de Akon; porém, a música vazou e foi decidido não a incluir no álbum. A canção tem participação de Michael Jackson. Atualmente, ele está trabalhando com Joe Jonas.